# Weismain
Weismain – miasto w Niemczech, w kraju związkowym Bawaria, w rejencji Górna Frankonia, w regionie Oberfranken-West, w powiecie Lichtenfels. Leży w Szwajcarii Frankońskiej, ok. 15 km na południowy wschód od Lichtenfels, nad rzeką Weismain.

## Dzielnice
W skład miasta wchodzą następujące dzielnice: Weismain, Altendorf, Arnstein, Berghaus, Bernreuth, Buckendorf, Erlach, Fesselsdorf, Frankenberg, Geutenreuth, Giechkröttendorf, Görau, Großziegenfeld, Herbstmühle, Kaspauer, Kleinziegenfeld, Kordigast, Krassach, Krassacher Mühle, Lochhaus, Modschiedel, Mosenberg, Neudorf, Niesten, Oberloch, Schammendorf, Seubersdorf, Siedamsdorf, Wallersberg, Waßmannsmühle, Weiden, Weihersmühle, Wohnsig i Wunkendorf.

## Polityka
Burmistrzem jest Peter Riedel z CSU. Rada miasta składa się z 21 członków:
|      | CSU | SPD | Zieloni | Wspólnota Niezrzeszonych Obywateli | Frakcja Wolnych | Razem     |
| 2002 | 10  | 5   | 1       | 4                                  | 1               | 21 miejsc |